# Boo gårds kvarn

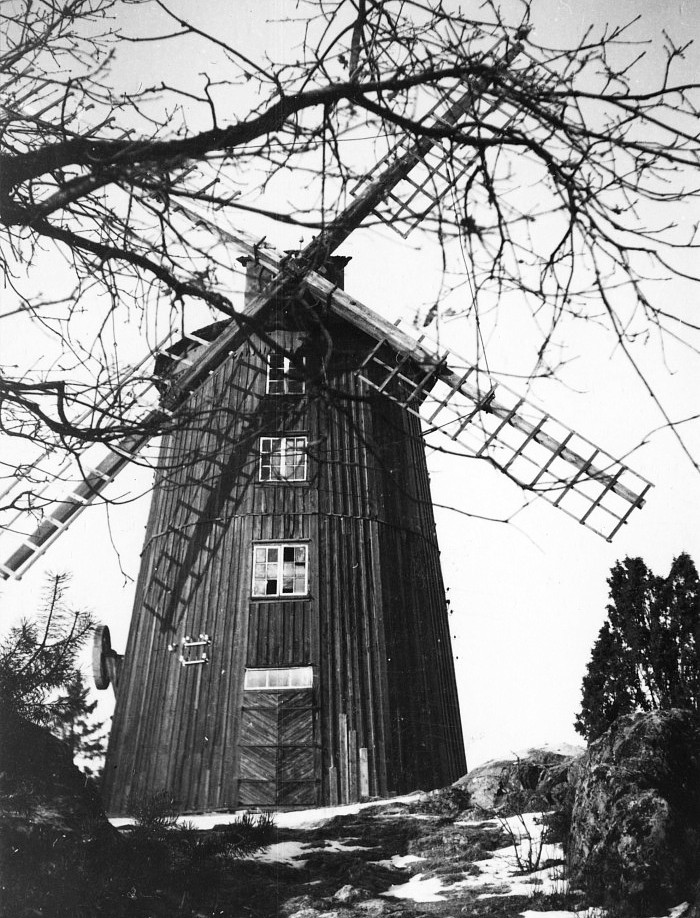
Boo kvarn på 1940-talet.

Boo gårds kvarn var en väderkvarn tillhörande Boo gård i nuvarande kommundelen Boo i Nacka kommun. Kvarnen uppfördes 1850 och brann ner 1950.

## Historik
Boo gårds kvarn var en stor holländare, vilket innebär att kvarntoppen med sina vingar kunde vridas mot vinden, istället för hela kvarnbyggnaden. Det var en vanlig konstruktion vid större kvarnar. Kvarnen, som i första hand användes för egna behov, hörde till Boo gård och stod på kvarnberget strax väster om gården. Kvarnen blev så småningom ett välkänt landmärke för sjöfarande på Baggensfjärden. Vid sekelskiftet 1900 blev kvarnen omodern och verksamheten lades ner 1910. År 1949 skänktes den till Boo kommun (som 1971 slogs ihop med Nacka kommun), men året därpå brann den ner. Idag är bara en kvarnsten bevarad som ligger där kvarnen en gång fanns.

## Kvarntornet
För att påminna om kvarnen uppfördes ett utsiktstorn år 1996, ritat av arkitekt Lars Englund. Tornet är en öppen träkonstruktion och liknar i formen den väderkvarn som stod här. Till utsiktsplattformen är det 44 trappsteg. Tornbygget finansierades bland annat med hjälp av privata gåvor och givarnas namn är inristade i träkonstruktionen i höjd med tornets ingång. Från tornet har man en vidsträckt utsikt över Baggensstäkets inlopp, Baggensfjärden och ända bort mot Gustavsbergs inlopp. Längst bort skymtar vid god sikt Farstabron över Farstaviken och Gustavsbergs vattentorn.

## Bilder

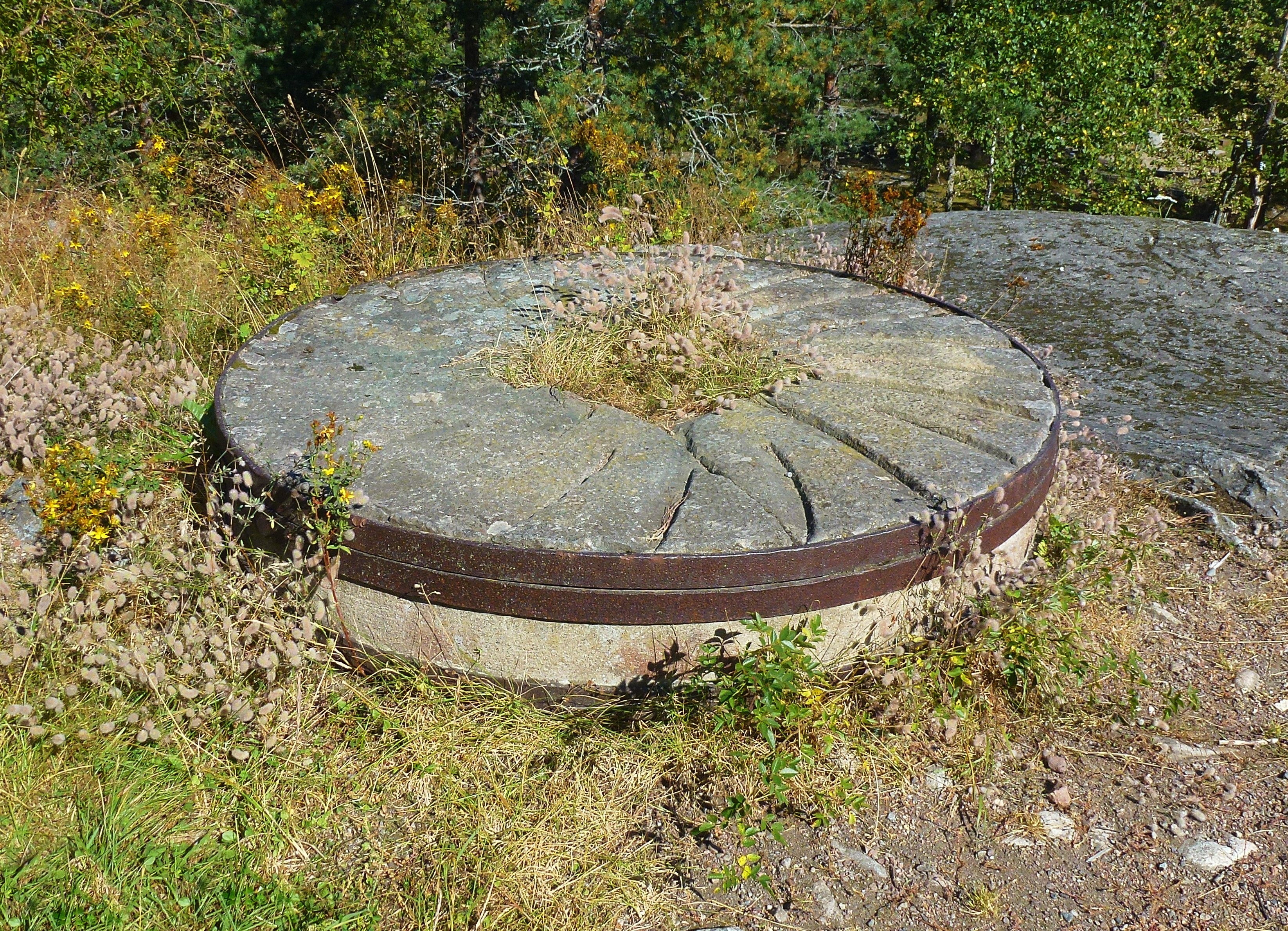
Kvarnsten från Boo kvarn
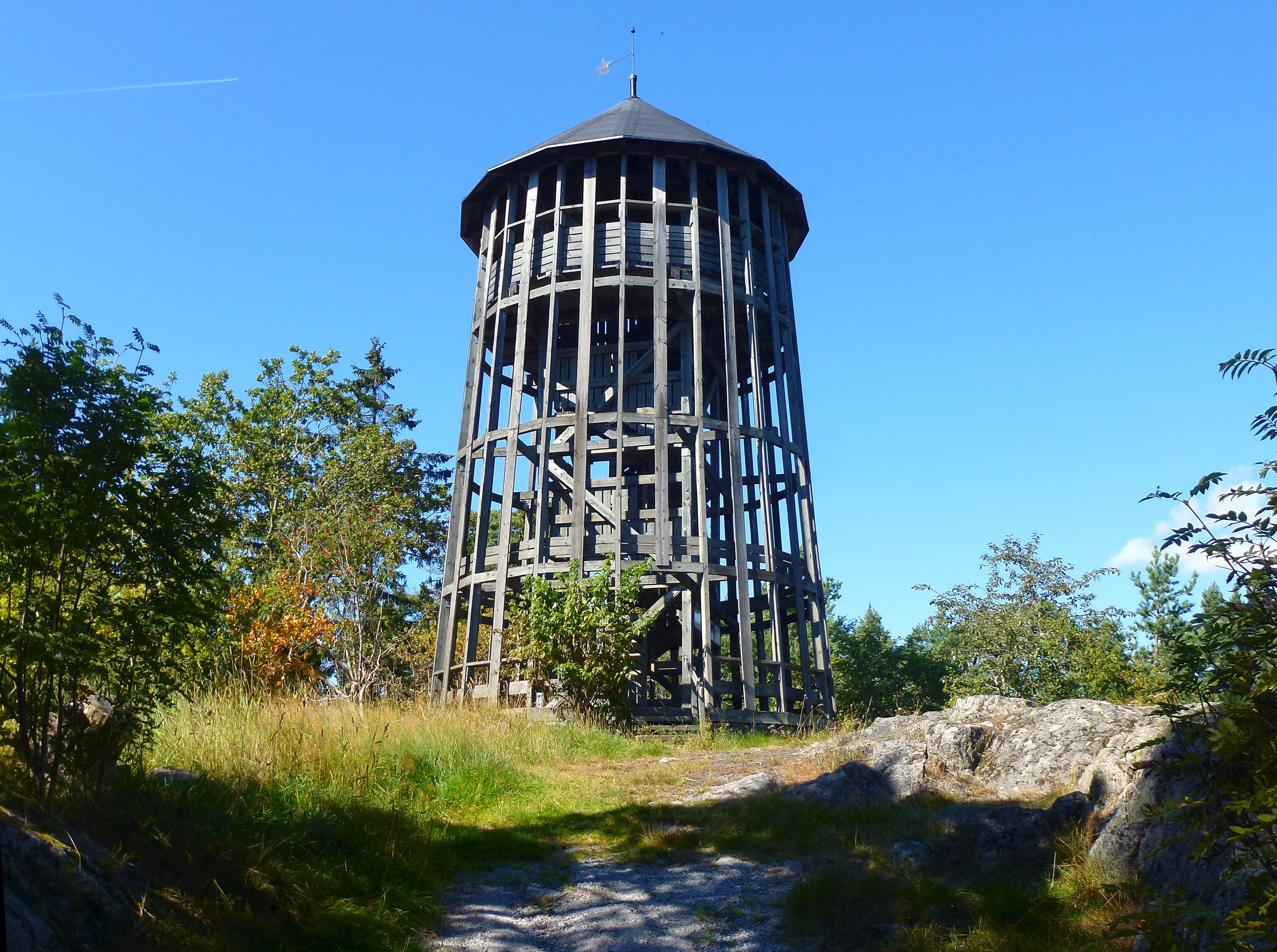
Utsiktstornet på kvarnberget
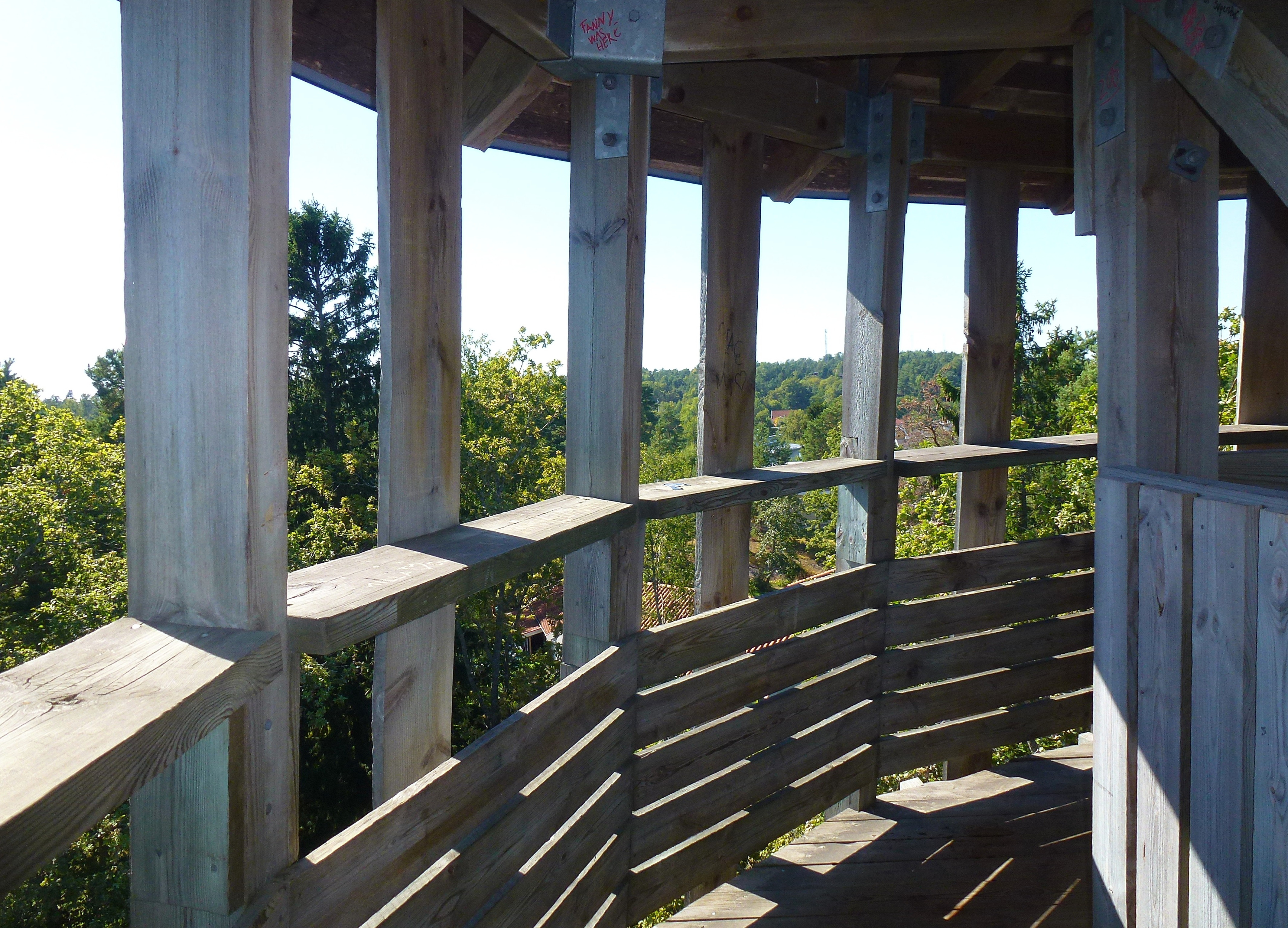
Utsiktsplattformen
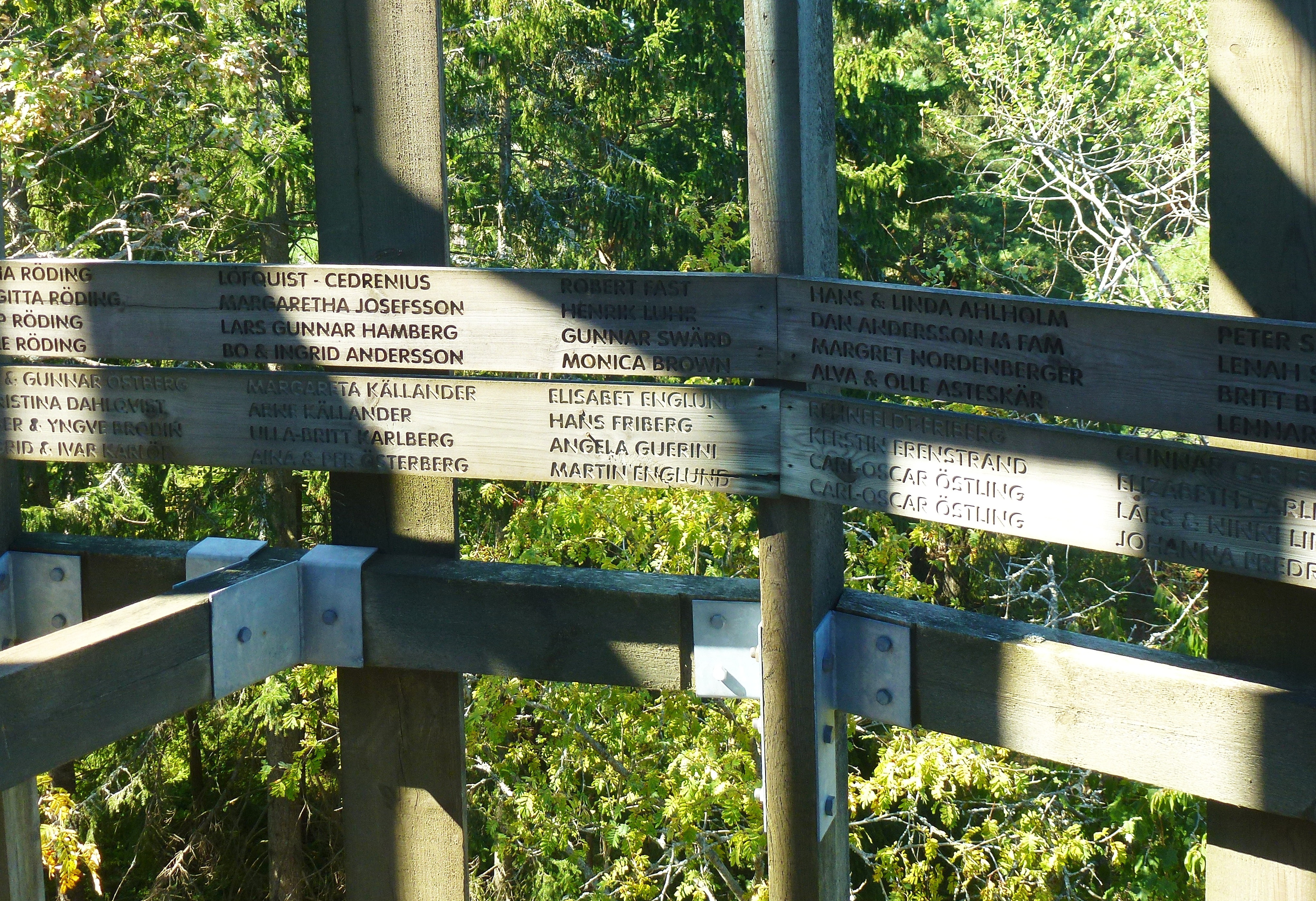
Namn på givarna

## Panorama från kvarntornet

Utsikt från kvarntornet över Baggensfjärden i augusti 2015. De båda skorstenarna i grönskan till vänster hör till Boo gård.